# Lolín García
Manuel García Adán (Monforte de Lemos, Lugo, España, 25 de julio de 1925), conocido como Lolín, es un exfutbolista español que se desempeñaba como defensa. Falleció el 29 de julio de 2012 a los 87 años.

## Clubes
| Club                | País   | Año       |
| ------------------- | ------ | --------- |
| R. C. Celta de Vigo | España | 1948-1956 |
| C. D. San Fernando  | España | 1959-1961 |